# Philonotis polyclada
Philonotis polyclada là một loài rêu trong họ Bartramiaceae. Loài này được Warnst. Warnst. mô tả khoa học đầu tiên năm 1905.